# Alejandro Bunge
Rodolfo Alejandro Ernesto Bunge Arteaga (Buenos Aires, Argentina, 8 de enero de 1880 – ibídem, 25 de mayo de 1943) fue un economista y político socialcristiano argentino.

## Informaciones personales
Era hijo de Octavio Raymundo Bunge y de María Luisa Rufina Arteaga, y pertenecía a una familia alemana emparentada con la rama belga que fundaría una multinacional cerealera de intensa actividad en la Argentina, Bunge & Born. Su padre, Octavio Bunge, fue miembro de la Corte Suprema de Justicia de la Nación Argentina. Era hermano de Augusto, Carlos Octavio y Delfina Bunge. Su padre era un librepensador que, no obstante ello, envió sus hijos a un colegio católico; uno de ellos, Alejandro, resultó influenciado de tal modo por su educación que quiso estudiar para sacerdote, ante lo cual su padre lo envió a Alemania a estudiar ingeniería. En ese país se graduó y se casó con Margarita Schreiber, hija de uno de sus profesores, con quien tuvo ocho hijos. Además, conoció las ideas de Friedrich List, el precursor de la escuela historicista.

## Actividad profesional
De regreso en su país obtuvo con el apoyo de su familia un cargo en la oficina estadística del por entonces Departamento de Trabajo, retomó sus vínculos con los católicos sociales. Bunge participó de la Liga Social Argentina, antecedente del Partido Demócrata Cristiano, junto a figuras como Federico Grote, Gustavo Franceschi, Emilio Lamarca, Juan Félix Cafferata , y asumió la dirección de los Círculos de Obreros Católicos, (1912-1916) fundados por el padre Federico Grote. Ambas asociaciones estaban imbuidas del socialcristianismo y del compromiso de los católicos con las cuestiones sociales, constituyendo espacios de reflexión y de propuestas de reforma social. Bajo la influencia las enseñanzas del papa León XIII en sus encíclicas Rerum Novarum (1891) sobre la cuestión social y Graves de Communi Re (1901) sobre el recto concepto de democracia cristiana, como parte del socialcristianismo y distinguiéndola de la socialdemocracia, y del pensamiento del sociólogo francés Frédéric Le Play, Bunge encontró temas que ligaban sus intereses empiristas con el reformismo social de connotación moral.
Luego como Director Nacional de Estadísticas, donde estuvo hasta 1924. Fue el responsable de las primeras estimaciones del producto nacional bruto.
Fue asesor del Banco de la Nación Argentina y del Ministerio de Hacienda, y organizó las oficinas estadísticas de las provincias de Mendoza y Tucumán. También se desempeñó como docente en las Universidades de La Plata y Buenos Aires, donde tuvo como alumno a Raúl Prebisch, a quien más adelante le consiguió una beca para estudiar en Australia y Nueva Zelanda la organización de las oficinas estadísticas de esos países. También fueron alumnos suyos los futuros ministros Federico Pinedo y Antonio de Tomaso.
Como técnico del gobierno, participó entre 1920 y 1938 de varias delegaciones argentinas en conferencias internacionales. También llevó a cabo una serie de disertaciones en los Estados Unidos, referidas a las consecuencias económicas de la Primera Guerra Mundial.
Por un lado era una personalidad influyente el medio social dominante, pues provenía de una familia con gran capital social y económico, está muy vinculado con miembros que ocupan posiciones influyentes en la sociedad y sobre todo se trata de un reconocido profesional y profesor de las ciencias económicas. Esta característica junto con su continua tarea abocada a cuestiones públicas, a problemas sociales y sobre todo económicos de su país, podrían encuadrarlo como un intelectual.
Por otro lado la mayor parte de sus aportes intelectuales fueron realizados en el ámbito específico de la economía, su especialidad. Su trabajo se concentró en el estudio de propuestas que permitieran el mejoramiento económico y a partir de ahí, el social. Desde su juventud se desempeñó como empleado del estado: primero como docente universitario y poco después como integrante de la burocracia del Ministerio de Hacienda. Desde dentro del estado desarrolló sus ideas económicas e intentó influir en la toma de decisiones para implementarlas, aunque sin éxito. Estos elementos lo colocarían dentro de la galería de los expertos estatales.
Las propuestas de Bunge sobre los cambios que la economía necesitaba en esos momentos consisten en la diversificación de la producción de materias primas y en el desarrollo de la industria manufacturera. En forma progresiva debía fomentarse el consumo interno y la exportación de productos de fabricación local, a través de políticas proteccionistas del estado consistentes en gravámenes para la importación.
En uno de sus artículos argumenta mostrando que los países más desarrollados de Europa y Norteamérica han crecido merced a políticas económicas proteccionistas, aplicando el librecambio sólo cuando les resultaba conveniente para su desarrollo económico. Trata también de demostrar que las políticas librecambistas no abaratan el costo de vida como muchos sostenían, sino que a mediano plazo lo encarecen por empobrecimiento de la población. Finalmente explica que en la Argentina existe la posibilidad de aplicar sus ideas de la nueva economía porque se cuentan con los recursos físicos, humanos y culturales necesarios.
Es especialmente importante su obra como director y como autor de artículos de la “Revista de Economía Argentina”.
Los objetivos de la revista eran el estudio de los problemas de la economía argentina, recoger los resultados de experiencias de otros países y difundir ideas que permitieran influir en la búsqueda de soluciones a los problemas económicos del país. En su consejo editorial se encontraban miembros de familias influyentes lo que junto con el gran número de ejemplares que se entregaban gratuitamente a distintas organizaciones gubernamentales y a universidades y colegios nacionales. Era un espacio destinado a la expresión intelectual de integrantes de las clases universitarias y acomodadas, que permitía la comunicación y socialización dentro de ella, pero no contemplaba la participación de integrantes de clase obrera (ni de sus supuestos defensores intelectuales: sindicalistas y marxistas entre otros).
El mencionado artículo trata sobre lo que hoy sería una mezcla de macroeconomía y economía política; del diagnóstico de los problemas que tenía la Argentina en ese momento, propone soluciones y luego explica su factibilidad. Son estos elementos que hacen enteramente a los asuntos públicos, características de un intelectual. Pero en este caso, la economía se ocupa necesariamente de los asuntos públicos por la misma naturaleza disciplinaria. Lo que diferenciaría a un economista intelectual de uno que no lo fuera sería si se ocupan o no de los asuntos económicos de su tiempo, o si se mantienen en un nivel de teoría sin asumir ningún compromiso con lo que sucede a su alrededor. Bunge tiene un indiscutible compromiso.

## Obras
- Riqueza y renta de la Argentina (1917)
- Ferrocarriles Argentino (1918)[5]
- La economía argentina (4 vols. 1928–1930)
- Una nueva Argentina (1940) Editorial Kraft